# Horst von Mellenthin
Horst von Mellenthin (31 de julio de 1898 - 8 de enero de 1977) fue un general alemán durante la II Guerra Mundial que comandó varios cuerpos. Fue condecorado con la Cruz de Caballero de la Cruz de Hierro con hojas de roble de la Alemania Nazi. Mellenthin se rindió a los estadounidenses al final de la guerra, y fue internado hasta 1948. Después de ser liberado, se unió a la Organización Gehlen.

## Condecoraciones
- Cruz de Hierro (1914) 2ª Clase (22 de agosto de 1915) & 1ª Clase (29 de mayo de 1917)[1]
- Broche de la Cruz de Hierro (1939) 2ª Clase (15 de julio de 1943) & 1ª Clase (26 de julio de 1943)[1]
- Cruz Alemana en Oro el 25 de marzo de 1944 como Generalmajor y comandante de la 205. Infanterie-Division[2]
- Cruz de Caballero de la Cruz de Hierro con Hojas de Roble
  - Cruz de Caballero el 10 de octubre de 1944 como Generalleutnant y comandante de la 205. Infanterie-Division[3]
  - Hojas de Roble el 4 de abril de 1945 como Generalleutnant y comandante de la 205. Infanterie-Division[3]